# Franciszek Zaleski
Franciszek Zaleski herbu Lubicz – sędzia ziemski drohicki w latach 1784–1794, podstoli drohicki w latach 1783–1784, łowczy drohicki w latach 1778–1783, miecznik drohicki w latach 1766–1778, wojski mniejszy drohicki w latach 1765–1766, wojski podlaski w 1765 roku, konsyliarz ziemi drohickiej w konfederacji targowickiej.
Poseł mielnicki na sejm 1782 roku. Sędzia sejmowy ze stanu rycerskiego w 1782 roku. Poseł na sejm 1784 roku z ziemi mielnickiej. Poseł na sejm grodzieński 1793 roku z ziemi drohickiej.  